# Yoo Myung-hee
Pour les articles homonymes, voir Yoo.
Yoo Myung-hee (hangeul : 유명희, hanja : 兪明希), née le 5 juin 1967, est une femme politique sud-coréenne. Ministre du Commerce depuis 2019, elle est la première femme à occuper ce poste,. 
Elle possède une longue expérience dans le milieu des affaires, et travaille dans diverses agences gouvernementales pendant plus de vingt-cinq ans. Elle consacre toute sa carrière professionnelle à la fonction publique — principalement liée au commerce — depuis 1991, date à laquelle elle réussit un concours de la fonction publique.

## Enfance et Formation
Yoo Myung-hee est née à Ulsan, en Corée du Sud, en 1967.
Elle étudie la littérature anglaise à l'université nationale de Séoul, où elle obtient une licence en littérature anglaise et une maîtrise en politique publique. Elle est également titulaire d'un doctorat en droit de la faculté de droit de l'université Vanderbilt et est admise au barreau de l'État de New York en 2003,.

## Parcours

### Ministère du Commerce et de l’Industrie
Yoo Myung-hee commence sa carrière comme fonctionnaire au ministère de l'Administration publique en 1992. Comme le début de sa carrière coïncidait avec les négociations en cours du Cycle d'Uruguay à l'OMC, elle estime que son pays a à ce moment un besoin urgent d'experts en commerce. Soucieuse de jouer un rôle potentiel à cet égard, elle pose sa candidature pour un poste au ministère du Commerce et de l'Industrie (aujourd'hui le ministère du Commerce, de l'Industrie et de l'Énergie) en 1995 et commence à travailler à la division chargée de l'OMC,.
Elle indique qu'au moment des négociations du cycle d'Uruguay, elle est témoin de divers « différends et conflits », ce qui la motive à représenter son pays dans les négociations commerciales et à consacrer sa vie à représenter la position de la Corée du Sud. Elle remarque également que la Corée était le seul pays parmi les États membres de l'OMC qui n'est pas représenté par des femmes dans sa délégation, ce qui l'incite à poser sa candidature pour un poste au ministère du Commerce et de l'Industrie.
Alors qu'elle travaille à la division chargée de l’OMC, Yoo Myung-hee participe aux négociations sur les subventions et rédige un Guide des accords de l'OMC sur les subventions et les mesures compensatoires, depuis considéré comme un ouvrage de référence à l'usage des fonctionnaires coréens dans le monde des affaires,.

### Ministère des Affaires étrangères et du Commerce
En 1998, après une restructuration au sein du gouvernement coréen, Yoo Myung-hee est transférée au ministère des Affaires étrangères et du Commerce. 
À cette époque, elle ressent le besoin d'acquérir une expertise juridique afin de mieux comprendre le commerce. Ainsi, elle reprend ses études afin d'obtenir un doctorat en droit à la faculté de droit de l'université Vanderbilt. Elle a ensuite été admise au barreau de l'État de New York en 2003.
Après être retournée en Corée en 2003, elle participe à l'accord de libre-échange entre la Corée et Singapour. Au cours des négociations, elle est remarquée par la délégation singapourienne comme « quelqu'un qui sait comment négocier » ainsi que « quelqu'un qui sait ce que souhaite ses interlocuteurs », certains affirmant même qu’elle était plus connue parmi les experts commerciaux à Singapour que dans sa Corée natale. Elle était également connue pour son affection et sa passion pour le commerce, et était parfois comparée à l'ancienne représentante américaine au commerce, Carla Hills,
Après la conclusion de l'ALE, ses compétences lui valent une plus grande reconnaissance. Par la suite, elle est directrice de la division politique de l'ALE, et est responsable du groupe de travail sur les services et la concurrence pendant les négociations de l'ALE entre la Corée et les États-Unis (KORUS). Pendant les négociations, les Américains font remarquer, en plaisantant, que la situation n’était pas à leur avantage car Yoo Myung-hee maîtrisait mieux le droit américain que la délégation américaine, le droit coréen.
Comme de nombreux accords de libre-échange de la Corée, l'accord de KORUS a fait l'objet d'une opposition intense de la part des parties intéressées ; Yoo Myung-hee a reconnu un jour que la coordination entre les positions divergentes des parties intéressées au niveau national était plus difficile que l'engagement de négociations officielles avec un pays étranger. Elle estime donc qu'il est important de créer des règles qui régissent les négociations et d'établir un système qui permet une meilleure coordination entre des intérêts divergents,.
De 2007 à 2010, Yoo Myung-hee a travaillé pour l'ambassade de Corée du Sud à Pékin comme première secrétaire et conseillère. À la fin de sa mission en Chine, elle a été transférée à Singapour au siège de l'APEC (Coopération économique pour l'Asie-Pacifique) où elle a occupé le poste de directrice de programme au sein du secrétariat de l'APEC pendant quatre ans, jusqu'en 2014. 
En 2014, Yoo Myung-hee a été nommée porte-parole des médias étrangers au Bureau du président de la Corée, où elle est restée jusqu'en 2015.

### Ministère du Commerce, de l’Industrie et de l’Énergie
Après une nouvelle restructuration au sein du gouvernement coréen en 2013, le ministère du Commerce, de l'Industrie et de l'Énergie (MOTIE ou Ministry of Trade, Industry and Energy) a été mis en place. Yoo Myung-hee est  de nouveau transférée au MOTIE, où elle poursuit sa carrière en tant que « première femme directrice générale », « première femme vice-ministre du Commerce » et « première femme ministre du Commerce ». Grâce à ces réalisations, elle a reçu le surnom de « briseuse de plafond de verre ». 
En 2018, elle a été promue au poste de vice-ministre du Commerce et a occupé avec succès le poste de négociatrice en tant que chef de l'amendement de l'ALE avec la Corée du Sud, jouant le rôle de « l'avocat du diable » tout en travaillant aux côtés du ministre du Commerce Kim Hyun-jong et en l'assistant dans l'équipe. Le rôle de « l'avocat du diable » est bien connu comme étant un outil utile dans les négociations commerciales pour empêcher un groupe de ne pencher que d'un seul côté.  
En 2019, Yoo Myung-hee est nommée ministre du Commerce. Elle joue un rôle clé dans la conclusion des négociations basées sur des textes pour la RCEP en 2019, en fournissant des alternatives viables pour atteindre un terrain d'entente entre les pays participants à différents niveaux de développement.
En outre, elle a conclu l'ALE entre la Corée du Sud et le Royaume-Uni en 2019, en tenant compte de divers scénarios de Brexit dans l'accord. Elle a également conclu l'accord de partenariat économique entre la Corée du Sud et l'Indonésie, qui comporte un chapitre important sur la coopération bilatérale.
À la suite de la pandémie du Covid-19, Yoo Myung-hee a introduit en juin 2020 la « politique commerciale post-COVID-19 » pour redéfinir la politique commerciale de la Corée du Sud en réponse à l’évolution de l'environnement commercial international. Dans cette initiative, elle a mis l'accent sur la coopération internationale et l'établissement de règles en particulier, à la lumière de l'avancement de l'économie numérique et de la reconnaissance et de l'adoption de la nouvelle chaîne de valeur mondiale pour une meilleure reconnaissance et  une meilleure utilisation par les parties prenantes et les industries.
En juin 2020, la République de Corée a officiellement désignée Yoo Myung-hee comme candidate au poste de directeur général de l'Organisation mondiale du commerce et Yoo a officiellement confirmé sa candidature à l'élection. Elle est notamment opposée à la Nigériane Ngozi Okonjo-Iweala. Elle retire sa candidature début 2021.

## Vie privée
Yoo Myung-hee est mariée à Jeong Tae-ok, un ancien fonctionnaire et homme politique. Ils ont un fils et une fille,.